# Elisabeth Terland
Elisabeth Terland (28 juni 2001) is een voetbalspeelster uit Noorwegen. Ze speelt als aanvaller voor Brighton & Hove Albion WFC in de FA Women's Super League.
Elisabeth Terland begon haar carrière bij Nærbø IL voordat ze overstapte naar Bryne FK op dertienjarige leeftijd. Daar speelde zo vooral tussen de jongens, maar deed ze ook wedstrijden mee bij de meisjes op het derde niveau van Noorwegen. Ze werd al snel gezien als één van de grootste Noorse talenten.
In 2016 stapte Terland over naar Klepp IL nadat ze hier al een tijdje had meegedraaid. Op 17 april 2017 maakte Terland voor deze club haar debuut in de Toppserien in een wedstrijd tegen de huidige kampioen, LSK Kvinner.
In 2019 liep Terland een blessure op doordat ze te veel wedstrijden speelde. Ze kwam op dat moment uit voor Klepp IL en her onder 19 team van Noorwegen. Op 15 september 2019 keerde Terland terug na haar blessure.
In november 2020 werd bekend dat IL Sandviken Terland samen met ploeggenoot Tuva Hansen had overgenomen van Klepp IL.  Samen werden ze in 2021 met Sandviken IL kampioen van d'r Toppserien.
In 2022 veranderde Sandviken IL in SK Brann. omdat het team na het seizoen 2021 zijn naam had veranderd van Sandviken naar Brann. Terland werd op 20 maart 2022 de speelster die het eerste doelpunt maakte voor de vrouwenafdeling van SK Brann.
Op 1 augustus 2022 werd bekend dat Terland de overstap maakte naar Engelse FA Women's Super League waar ze voor Brighton & Hove Albion WFC ging spelen. Haar start was indrukwekkend door vijf doelpunten in zes wedstrijden te maken.

## Statistieken[11]
| Seizoen   | Club                       | Land      | Competitie              | Wedstrijden | Doelpunten |
| --------- | -------------------------- | --------- | ----------------------- | ----------- | ---------- |
| 2016      | Bryne FK                   | Noorwegen | 3rd Division            | 3           | 0          |
| 2017-2020 | Klepp IL                   | Noorwegen | Toppserien              | 65          | 20         |
| 2021-2022 | IL Sandviken/SK Brann      | Noorwegen | Toppserien              | 32          | 15         |
| 2022-     | Brighton & Hove Albion WFC | Engeland  | FA Women's Super League | 25          | 12         |
| Totaal    | Totaal                     | Totaal    | Totaal                  | '125        | 47         |

Laatste update: dec 2023

## Internationaal
Elizabeth Terland maakte haar debuut als international voor het Noorse nationale team op 8 april 2021 in een wedstrijd tegen België door in te vallen voor Amalie Eikeland.
In 2022 werd Terland opgeroepen voor het EK 2022. Noorwegen werd na nederlagen tegen Engeland en Oostenrijk uitgeschakeld in de groepsfase. Terland kwam enkel in de met 8-0 verloren wedstrijd tegen Engeland in actie.
In de kwalificaties voor het Wereldkampioenschap voetbal vrouwen 2023 speelde Terland een cruciale rol door het winnende doelpunt te maken in de wedstrijd tegen België. Hierdoor kwalificeerde Noorwegen zich voor het WK in Australië en Nieuw-Zeeland. Ondanks deze cruciale rol, werd Terland niet opgenomen in de selectie van Noorwegen voor dit WK.